# Électroantennographie
L'électroantennographie (ou EAG) est une technique utilisant la mesure de la sortie moyenne d'une antenne d'insecte, vers son cerveau, pour quand l'antenne est exposé à une odeur donnée. Elle est couramment utilisée en électrophysiologie lors de l'étude de la fonction de la voie olfactive chez les insectes. La technique a été mise au point en 1957 par le biologiste allemand Dietrich Schneider et elle partage des similitudes avec l'électro-olfactographie.

## Méthode
L'électroantennographie est en général pratiquée, soit :
1. en retirant une antenne de l'animal, et en insérant deux fils d'argent chloruré pour le contact sur les deux extrémités et en amplifiant la tension entre elles tout en appliquant une bouffée d'odeur pour voir une déviation comme sur la figure
2. en laissant l'animal intact et en insérant un fil de terre (argent / chlorure d'argent ) ou une électrode de verre remplie d'une solution tampon à une partie du corps, généralement insérée dans un œil, et une autre à la pointe de l'antenne. Une électrode en verre à grand alésage peut aussi être placée directement sur la pointe de l'antenne, comme dans les enregistrements d'antenne de Drosophila melanogaster (mouche des fruits). Cette dernière méthode est utile si l'on fait une expérience sur l'animal dans son ensemble tout en faisant l'antennogramme.

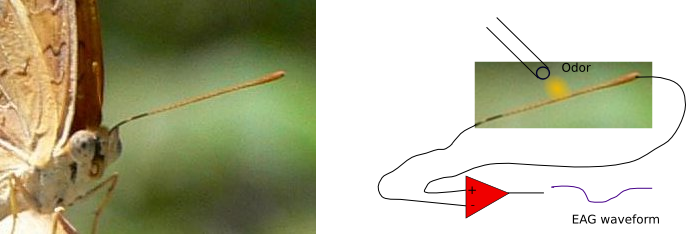
Mise en place de l'antennogramme.

La technique est largement appliquée dans le dépistage des phéromones d'insectes en examinant les réponses aux fractions d'un mélange de composés séparés par chromatographie.
Autrefois, le fil inséré dans l'antenne était généralement un mince fil d'argent, chloruré dans de l'eau de Javel. Avec le temps, on tend à plutôt utiliser des fils de tungstène, affûtés chimiquement puis insérés dans un seul neurone de l'antenne.
Un examen plus détaillé de la réponse olfactive au niveau sensoriel-olfactif peut être effectué par enregistrement de sensille.